# Yelahanka Airforce Base
Yelahanka Airforce Base är en flygbas i Indien.   Den ligger i distriktet Bangalore Urban och delstaten Karnataka, i den södra delen av landet, 1 700 km söder om huvudstaden New Delhi. Yelahanka Airforce Base ligger 931 meter över havet.
Terrängen runt Yelahanka Airforce Base är huvudsakligen platt. Yelahanka Airforce Base ligger uppe på en höjd. Runt Yelahanka Airforce Base är det mycket tätbefolkat, med 1 313 invånare per kvadratkilometer. Närmaste större samhälle är Bangalore, 18,3 km söder om Yelahanka Airforce Base. Omgivningarna runt Yelahanka Airforce Base är en mosaik av jordbruksmark och naturlig växtlighet.